# Cristian Mac Entyre
Cristian Roy María Mac Entyre (Buenos Aires, 3 de julio de 1967) es un artista plástico argentino, daltónico que pinta arte geométrico, arte óptico y arte cinético. Es hijo del artista plástico Eduardo Mac Entyre (Cofundador del Arte Generativo). 
Estudió diseño gráfico en la Universidad de Buenos Aires (UBA), asistió a cursos en la Academia Nacional de Bellas Artes y se formó en el taller de su padre con quien dictó clases de pintura y talleres de arte entre los años 2008 y 2011. También estudió guitarra y cello.
En 1997 pintó una serie de bailarines de tango con impronta geométrica. En ese año fue seleccionado (junto con otros 49 pintores de entre 1280 aspirantes) para el primer concurso internacional "TANGO", una exposición en el Palacio Nacional de las Artes - Palais de Glace. En 1999, junto a un grupo de artistas, rescató la antigua casa donde vivió y trabajó el pintor Benito Quinquela Martín en el barrio de la Boca y la convirtió en galería de arte que se llamó “La Carbonería”.
En 2004 su pintura va desde la abstracción al constructivismo y desde la geometría hasta collages realizados con piezas de guitarras, sobre la que escribieron los críticos de arte Rafael Squirru y César Magrini.
En 2010, por iniciativa del fundador y director del Museo de Arte Contemporáneo Latinoamericano de La Plata (MACLA) se lleva a cabo la exposición titulada “La continuidad de la línea” que reúne la obra de Cristian Mac Entyre y Eduardo Mac Entyre. Con un prólogo del crítico de arte Rafael Squirru, la muestra se expone en las cuatro salas del museo y en distintas galerías de arte de la Ciudad Autónoma de Buenos Aires.
La obra de Cristian Mac Entyre ha ilustrado portadas de libros y discos musicales.
Participó en intervenciones artísticas con fines benéficos como Cow Parade Buenos Aires (2006), Obeliscos del Bicentenario de la República Argentina (2010), Cascos Bomberos Voluntarios de la Boca (2017), entre otras.
El 11 de mayo de 2023  la Legislatura de la Ciudad Autónoma de Buenos Aires declara al artista Personalidad Destacada de la Ciudad Autónoma de Buenos Aires en el ámbito de la Cultura.

## Colecciones
- MOLAA, The Museum of Latin American Art, Long Beach, California, U.S.A.
- MACLA, Museo de Arte Contemporáneo Latinoamericano de La Plata, Bs. As., Argentina.[19]
- MBAS, Museo de Bellas Artes de Salta, Provincia de Salta, Argentina.[20][21][22]
- Embajada de España en Argentina.
- Art-Center Exposed, Moscú, Rusia.

## Exposiciones
Entre sus exposiciones individuales y colectivas más importantes figuran:
- 2018: Jurado del 35º Salón Anual de Arte de la Bolsa de Comercio de Bahía Blanca, Cristian Mac Entyre, Ricardo Celma y Enrique Burone Risso. Bahía Blanca, Provincia de Buenos Aires, Argentina.[23][24]

- 2016: MOLAA Museum of Latin American Art. Long Beach, California, U.S.A.  “MOLAA at Twenty” 20th birthday with an all museum install of the permanent collection: Rufino Tamayo, Carlos Cruz Diez, Jesús Rafael Soto, Cristian Mac Entyre, Wilfredo Lam, Roberto Matta, Alejandro Otero, Fernando Botero, Joaquín Torres García, Ramiro Gómez Jr.’s, Esterio Segura, Toirac, KCHO, Leonora Carrington y el colectivo artístico habanero Los Carpinteros, Walterio Iraheta. Long Beach, California, U.S.A.[25][26][27]

- 2013/2014: Museo de Bellas Artes de Salta, MBAS,  Argentina 2013/14. Obras adquiridas para la colección del Museo: Antonio Berni, Luis Felipe Noé, Eduardo Mac Entyre, María Martorell, Cristian Mac Entyre. Provincia de Salta, Argentina.[28]

- 2012: Jurado del 29º Salón Anual de Arte de la Bolsa de Comercio de Bahía Blanca, Cristian Mac Entyre, Nora Iniesta y Silvana Robert. Bahía Blanca, Provincia de Buenos Aires, Argentina.[29]

- 2010: Galería Arroyo. Ciudad de Buenos Aires, Argentina. "La continuidad de la línea". Cristian Mac Entyre y Eduardo Mac Entyre.[30]